# 빅 바운스
빅 바운스(Big Bounce)란 우주가 특이점에서 폭발한 것이 아니라 우주가 중력에 의해 수축되다가 특이점에 가까워지면 양자효과에 의해서 다시 팽창하게 됨을 주장하는 이론으로, 간단히 요약해 우주가 영원히 수축과 팽창의 순환을 거듭한다는 주장이다.

## 빅 크런치 이론과의 공통점과 차이점
빅 크런치(Big Crunch) 이론과 빅 바운스 이론의 공통점은 둘다 우주의 크기가 최대로 팽창했다가 다시 수축할 것이라는 점이다. 차이점은 빅 크런치 이론은 특이점으로 돌아오고 이후에 다시 새로운 빅뱅이 발생하고 새로운 우주가 탄생한다는 것이지만 빅 바운스 이론은 우주가 특이점에 도달하기 전에 다시 팽창할 것이라고 주장하는 점, 또 이전 우주의 특징들중 일정 부분이 새로운 우주로 넘어간다고 예측한 점에서 차이점이 있다. 요약하자면 둘다 우주가 최대로 팽창했다가 수축한다고 하지만 빅 크런치이론은 하나의 우주가 완전히 수축하고 새로운 우주가 탄생한다는 것이고 빅 바운스이론은 동일한 하나의 우주가 팽창과 수축을 반복한다는 것이다.

## 역사
빅 바운스 이론은 빌렘 더시터르, 카를 프리드리히 폰 바이츠제커, 조지 C. 므즈비티, 조지 가모프를 포함한 천문학자들에게 지지되었다.

## 같이 보기
- 빅 크런치
- 빅뱅
- 빅 립
- 빅 프리즈
- 루프 양자중력